# 古凍古墳群
古凍古墳群（ふるごおりこふんぐん）は、埼玉県東松山市古凍にある古墳群。

## 概要
松山台地突出部に構築された古墳群で12基が現存している。早くからその所在が知られていたが、耕作などにより多くの古墳は削平され、墳丘の残っている古墳はカンベ塚古墳をはじめ9基である。かつては北部に展開する柏崎古墳群と一括して「柏崎・古凍古墳群」と呼んでいたが、発掘調査が進むにつれ両者の質的・年代的な差異が明らかにされ、それぞれ別の古墳群として扱われるようになった。

### 古凍4号墳
直径約30メートル・高さ5メートルの円墳。古墳群内で現存する最大の古墳である。1994年（平成6年）、東松山市遺跡調査会により東側の調査が行われた。周溝は隣接する3号墳を避けるようにして造られ、一部を掘り残した歪んだ形をしている。また、築造時の墳丘は直径42メートルあったと推定されている。周溝の途絶部分からは4基の土坑が発見され、鉄製壺鐙、環状鏡板付轡、鞍金具などの馬具が出土した。これらの土坑は6世紀末から7世紀初頭にかけて造られたと考えられる。
土坑出土の馬具は、2002年（平成14年）3月22日付で県指定有形文化財に指定された。